# Anumeta dentistrigata
Anumeta dentistrigata là một loài bướm đêm trong họ Erebidae.